# Girolamo Canavesi
Girolamo Canavesi, auch Hieronim Canavesi (* um 1525 bei Mailand; † 11. November 1582 in Krakau, Polen-Litauen) war ein italienischer Bildhauer der Renaissance, der vor allem in Polen tätig war, ab 1562 war er Bildhauer am Hof von König Sigismund II. August.

## Leben
Canavesi kam vor 1562 nach Krakau. 1573 erhielt er das Bürgerrecht der Stadt. Er arbeitete dort oft mit Giovanni Maria Padovano zusammen. Seine Werkstatt befand sich an der Florianstraße unweit des Hauptmarktes. Mit seiner Frau Giulia Buzeti hatte er zwei Söhne und vier Töchter. Sein Sohn Andreas wurde Vogt von Tarnobrzeg.

## Werke

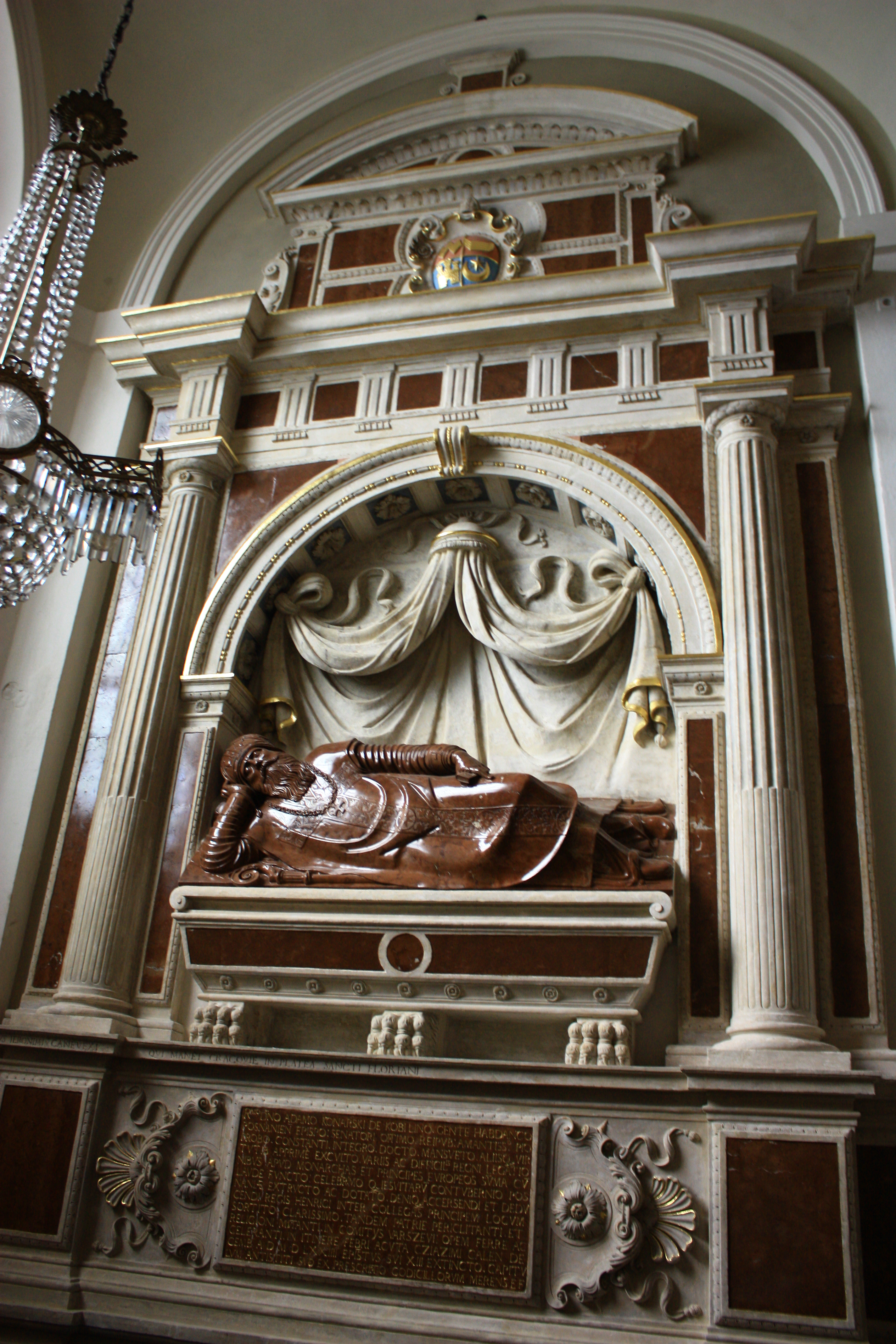
Grabmal Adam Konarskis im Posener Dom

Canavesi war vor allem in Krakau sowie am polnischen Königshof tätig. Er schuf folgende Grabmäler: 
- Stanisław Orlik mit Ehefrau in der Krakauer Dominikanerbasilika (1850 zerstört)
- Górka im Posener Dom
- Adam Konarski im Posener Dom
- Mikołaj Dzierzgowski im Gnesener Dom
- Jan Przerębski in der Kathedrale von Łowicz
- Jan Mrowiński in der Krakauer Augustinerkirche
- Jana Tęczyński in der Adalbertskirche in Książ Wielki

Es werden im auch Arbeiten zugeschrieben an den Grabmälern zugeschrieben:
- Maleszewski im Krakauer Dominikanerkloster
- Jakub Rokossowski in der Stiftsbasilika Unserer Lieben Frau vom Trost und des Heiligen Bischofs Stanislaus in Szamotuły
- Kacper Wielogłowski in der Marienkirche in Czchów
- Jan Ber an der Krakauer Marienbasilika
- Katarzyna Tęczyńska und Katarzyny Barza in der Adalbertskirche in Książ Wielki